# Maligrad
Maligrad ist eine unbewohnte albanische Insel im Prespasee.

## Geographie
Die Insel liegt im südlichen Teil des Prespasees. Sie misst an der längsten Stelle ca. 520 m und hat eine Breite von ca. 250 m. Im Süden der Insel erhebt sich ein Berg.

## Kirche
Eine Höhle im Süden der Insel enthält die Kirche St. Maria, die 1369 von Kesar Novak, einem serbischen Adligen, erbaut wurde. Sie enthält Fresken die seine Familie zeigen sowie griechische Inschriften. Auf dem Berg fanden Archäologen die Ruinen einer weiteren Kirche.

## Galerie

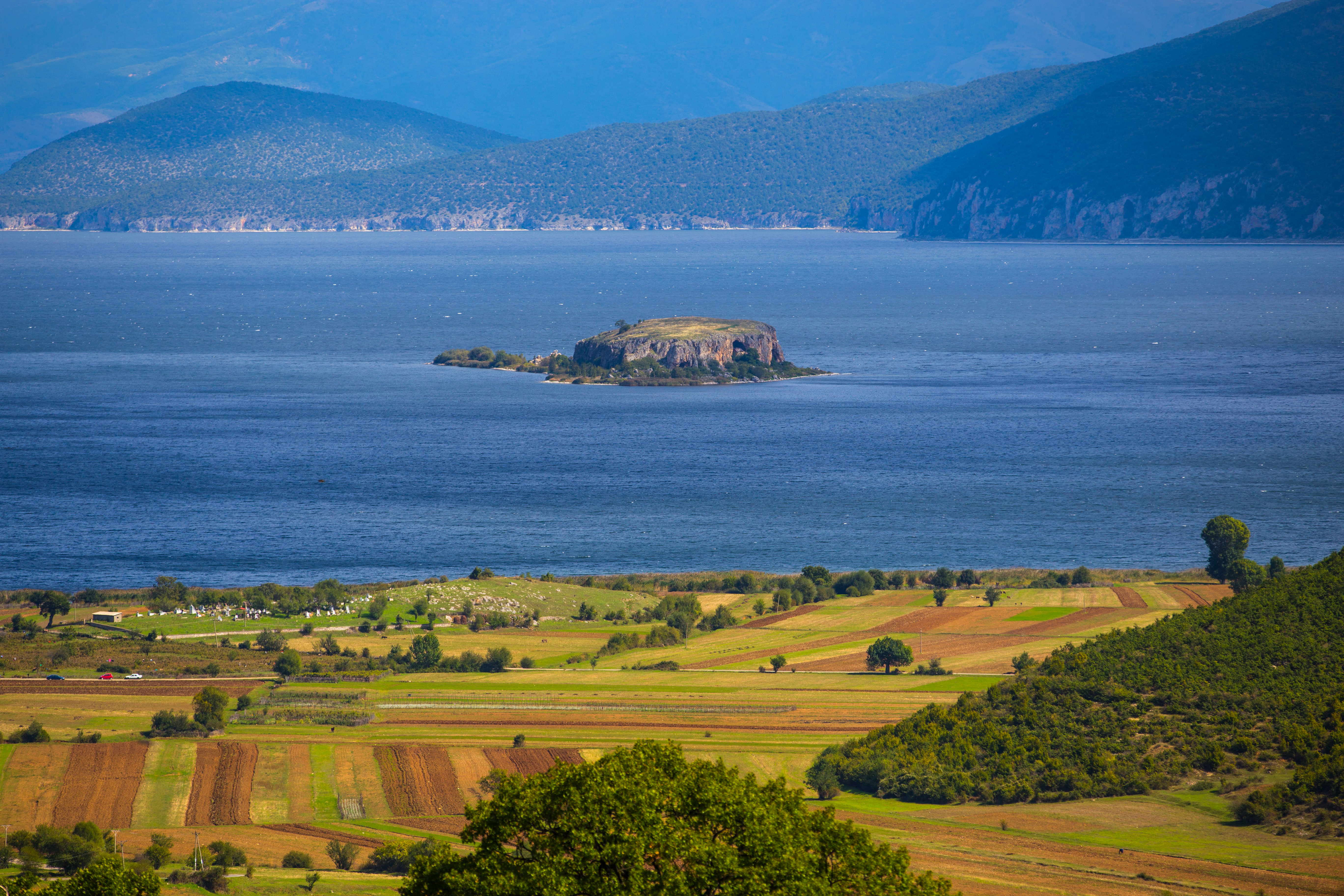
Blick vom Festland aus
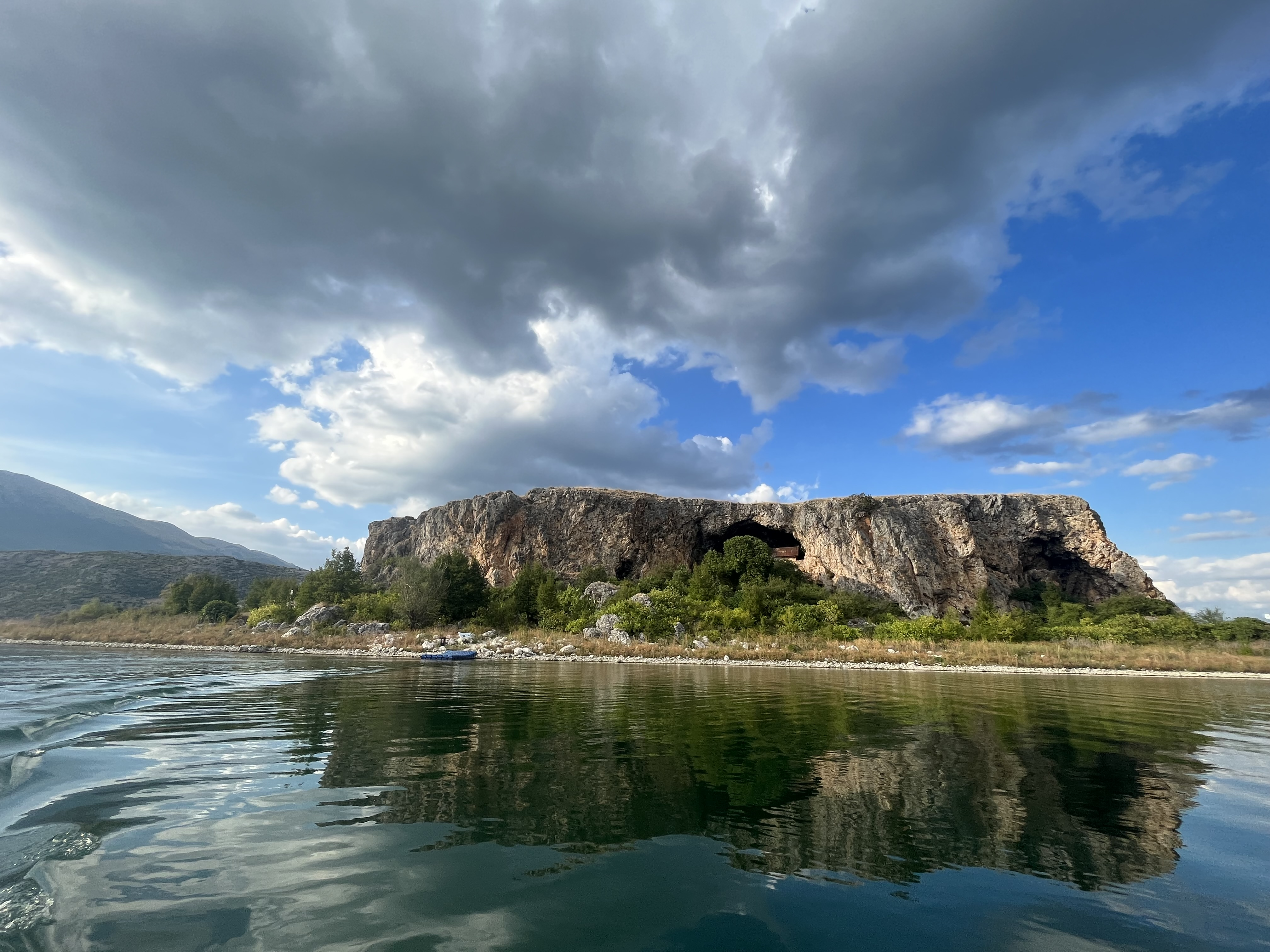
Inselansicht
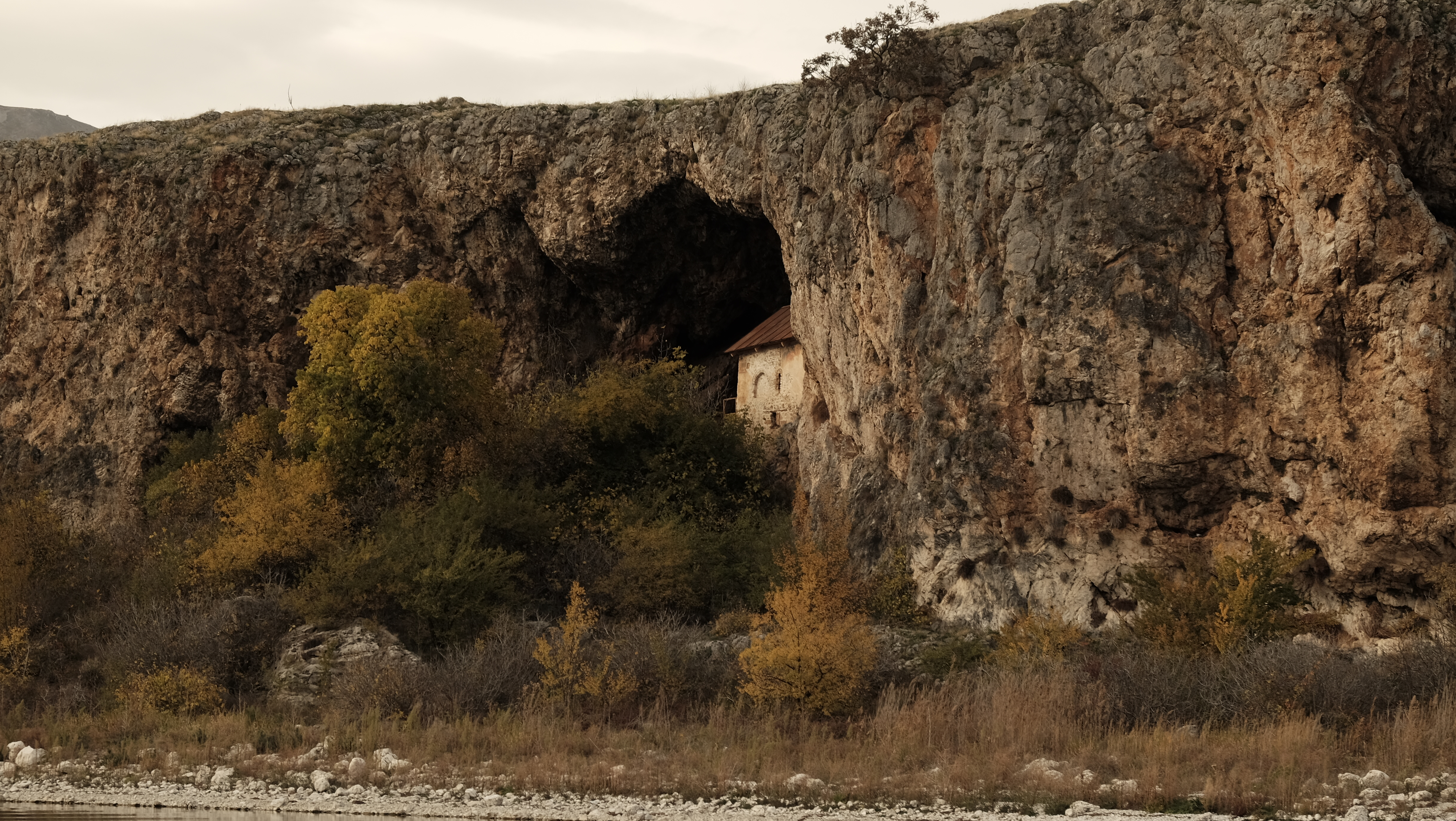
Klippen mit Kirche in Höhle
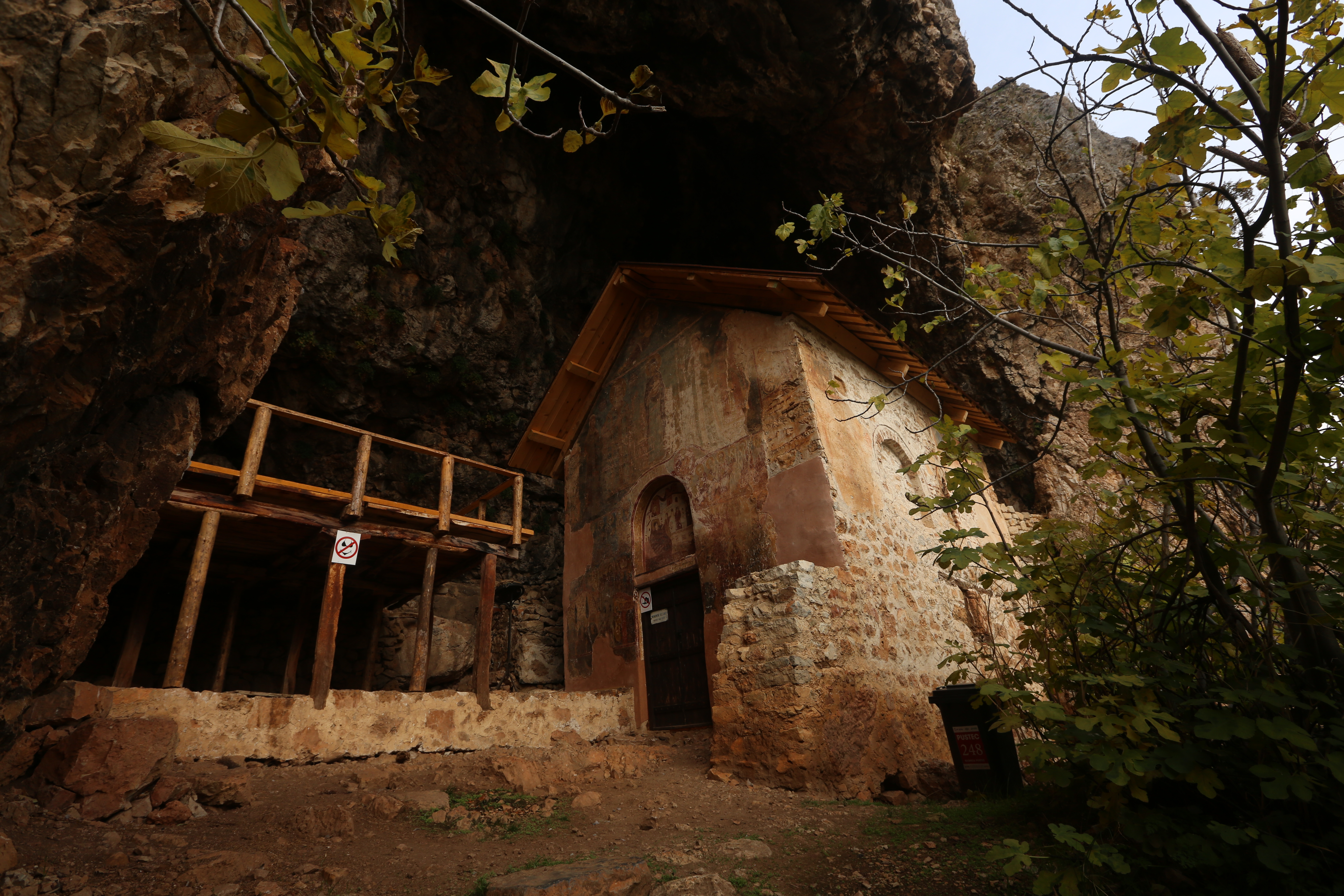
Kirche St. Maria
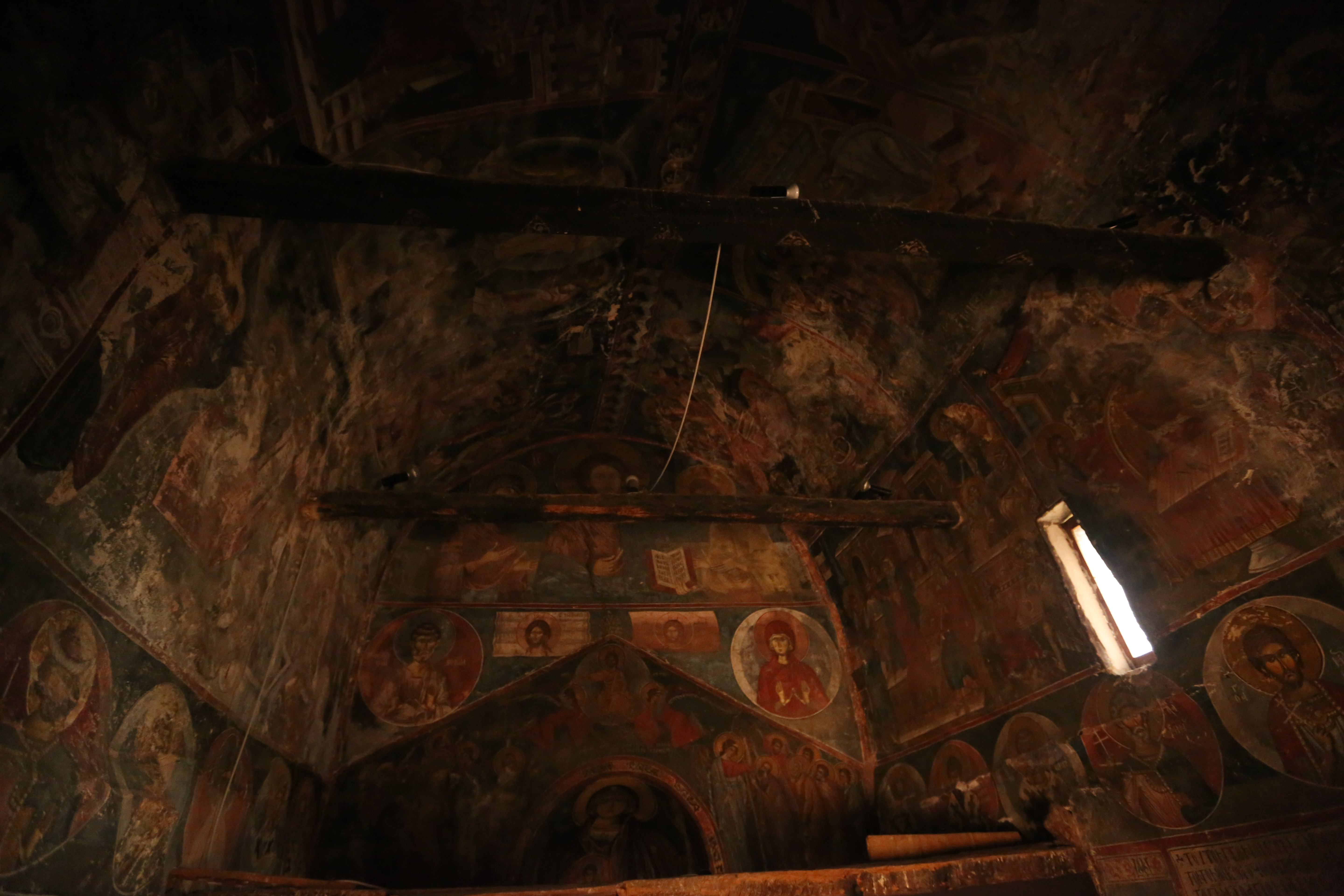
Decke der Kirche